# Badminton 1999
Höhepunkte des Badmintonjahres 1999 waren die Weltmeisterschaft und der Sudirman Cup.
== World Badminton Grand Prix ==
| Veranstaltung       | Herreneinzel           | Dameneinzel        | Herrendoppel                            | Damendoppel                   | Mixed                            |
| ------------------- | ---------------------- | ------------------ | --------------------------------------- | ----------------------------- | -------------------------------- |
| Korea Open          | Fung Permadi           | Zhou Mi            | Flandy Limpele Eng Hian                 | Huang Nanyan Yang Wei         | Kim Dong-moon Ra Kyung-min       |
| Chinese Taipei Open | Fung Permadi           | Dai Yun            | Denny Kantono S. Antonius Budi Ariantho | Helene Kirkegaard Rikke Olsen | Liu Yong Ge Fei                  |
| Swedish Open        | Chen Hong              | Gong Ruina         | Ha Tae-kwon Kim Dong-moon               | Ra Kyung-min Chung Jae-hee    | Kim Dong-moon Ra Kyung-min       |
| All England         | Peter Gade             | Ye Zhaoying        | Tony Gunawan Candra Wijaya              | Chung Jae-hee Ra Kyung-min    | Simon Archer Joanne Goode        |
| Swiss Open          | Fung Permadi           | Cindana Hartono    | Jens Eriksen Jesper Larsen              | Mette Sørensen Rikke Olsen    | Simon Archer Joanne Goode        |
| Polish Open         | Rio Suryana            | Elena Nozdran      | Michał Łogosz Robert Mateusiak          | Ang Li Peng Chor Hooi Yee     | Ma Che Kong Louisa Koon Wai Chee |
| Japan Open          | Peter Gade             | Ye Zhaoying        | Ha Tae-kwon Kim Dong-moon               | Ge Fei Gu Jun                 | Liu Yong Ge Fei                  |
| Malaysia Open       | Luo Yigang             | Dai Yun            | Tony Gunawan Candra Wijaya              | Ge Fei Gu Jun                 | Michael Søgaard Rikke Olsen      |
| Thailand Open       | Chen Gang              | Dai Yun            | Yu Jinhao Chen Qiqiu                    | Qin Yiyuan Gao Ling           | Liu Yong Ge Fei                  |
| Singapur Open       | Heryanto Arbi          | Ye Zhaoying        | Choong Tan Fook Lee Wan Wah             | Huang Nanyan Yang Wei         | Kim Dong-moon Ra Kyung-min       |
| Indonesia Open      | Taufik Hidayat         | Lidya Djaelawijaya | Ricky Subagja Rexy Mainaky              | Helene Kirkegaard Rikke Olsen | Bambang Suprianto Zelin Resiana  |
| US Open             | Colin Haughton         | Pi Hongyan         | Michael Lamp Jonas Rasmussen            | Huang Nanyan Lu Ying          | Jonas Rasmussen Jane F. Bramsen  |
| Dutch Open          | Xia Xuanze             | Tang Chunyu        | Choong Tan Fook Lee Wan Wah             | Chen Lin Jiang Xuelian        | Chen Qiqiu Chen Lin              |
| German Open         | Xia Xuanze             | Tang Chunyu        | Choong Tan Fook Lee Wan Wah             | Chen Lin Jiang Xuelian        | Lars Paaske Jane F. Bramsen      |
| Denmark Open        | Poul-Erik Høyer Larsen | Camilla Martin     | Martin Lundgaard Hansen Lars Paaske     | Gao Ling Qin Yiyuan           | Liu Yong Ge Fei                  |
| China Open          | Dong Jiong             | Zhou Mi            | Ha Tae-kwon Kim Dong-moon               | Ge Fei Gu Jun                 | Liu Yong Ge Fei                  |
| Hong Kong Open      | Chen Wei               | Xie Xingfang       | Cheah Soon Kit Yap Kim Hock             | Chen Lin Jiang Xuelian        | Chan Chong Ming Joanne Quay      |
| Grand Prix Finale   | Peter Gade             | Ye Zhaoying        | Candra Wijaya Tony Gunawan              | Ge Fei Gu Jun                 | Kim Dong-moon Ra Kyung-min       |

## Terminkalender
| Veranstaltung                                    | Ort                 | Beginn             | Ende               |
| ------------------------------------------------ | ------------------- | ------------------ | ------------------ |
| Westdeutsche Badmintonmeisterschaft 1999         | Bottrop             | 9. Januar 1999     | 10. Januar 1999    |
| Myanmar International 1999                       | Rangun              | 18. Januar 1999    | 22. Januar 1999    |
| Helvetia-Cup 1999                                | Lisburn             | 20. Januar 1999    | 24. Januar 1999    |
| Ten Days of Dawn 1999                            | Teheran             | 28. Januar 1999    | 1. Februar 1999    |
| Polnische Badmintonmeisterschaft 1999            | Suwałki             | 4. Februar 1999    | 6. Februar 1999    |
| Deutsche Badmintonmeisterschaft 1999             | Bielefeld           | 4. Februar 1999    | 7. Februar 1999    |
| Englische Meisterschaft 1999                     | Haywards Heath      | 5. Februar 1999    | 7. Februar 1999    |
| Estnische Badmintonmeisterschaft 1999            | Tallinn             | 6. Februar 1999    | 7. Februar 1999    |
| Schweizer Badmintonmeisterschaft 1999            | Lausanne            | 6. Februar 1999    | 7. Februar 1999    |
| Irische Badmintonmeisterschaft 1999              | Dublin              | 6. Februar 1999    | 7. Februar 1999    |
| World Badminton Grand Prix 1998 (Finale)         | Bandar Seri Begawan | 24. Februar 1999   | 28. Februar 1999   |
| Badminton bei den Canada Games 1999              | Corner Brook        | 20. Februar 1999   | 6. März 1999       |
| All England 1999                                 | Birmingham          | 9. März 1999       | 14. März 1999      |
| German Juniors 1999                              | Bottrop             | 11. März 1999      | 14. März 1999      |
| French Open 1999                                 | Paris               | 17. März 1999      | 21. März 1999      |
| Boston Open 1999                                 | Cambridge           | 19. März 1999      | 21. März 1999      |
| Senioren-Badmintoneuropameisterschaft 1999       | Innsbruck           | 1. April 1999      | 4. April 1999      |
| Badminton-Junioreneuropameisterschaft 1999       | Glasgow             | 3. April 1999      | 10. April 1999     |
| Kanadische Badmintonmeisterschaft 1999           | Québec              | 27. April 1999     | 1. Mai 1999        |
| Sudirman Cup 1999                                | Kopenhagen          | 10. Mai 1999       | 15. Mai 1999       |
| Badminton-Weltmeisterschaft 1999                 | Kopenhagen          | 16. Mai 1999       | 23. Mai 1999       |
| German Masters 1999                              | Goldbach            | 24. Mai 1999       | 25. Mai 1999       |
| Badminton bei den Island Games 1999              | Visby               | 27. Juni 1999      | 2. Juli 1999       |
| Malaysia Open 1999                               | Shah Alam           | 30. Juni 1999      | 4. Juli 1999       |
| Thailand Open 1999                               | Bangkok             | 5. Juli 1999       | 11. Juli 1999      |
| Indonesische Badmintonmeisterschaft 1999         | Semarang            | 8. Juli 1999       | 11. Juli 1999      |
| Junioren-Badmintonasienmeisterschaft 1999        | Rangun              | 11. Juli 1999      | 17. Juli 1999      |
| Badminton bei den Panamerikanischen Spielen 1999 | Winnipeg            | 23. Juli 1999      | 28. Juli 1999      |
| Badminton bei den Südostasienspielen 1999        | Bandar Seri Begawan | 8. August 1999     | 14. August 1999    |
| Badminton bei den Panarabischen Spielen 1999     | Amman               | 19. August 1999    | 25. August 1999    |
| Singapur Open 1999                               | Singapur            | 23. August 1999    | 29. August 1999    |
| Indonesia Open 1999                              | Denpasar            | 31. August 1999    | 5. September 1999  |
| Bulgarian International 1999                     | Sofia               | 2. September 1999  | 5. September 1999  |
| Badminton-Asienmeisterschaft 1999                | Kuala Lumpur        | 15. September 1999 | 19. September 1999 |
| Carebaco-Meisterschaft 1999                      | Paramaribo          | 15. September 1999 | 17. September 1999 |
| Badminton-Europapokal 1999                       | Dornbirn            | 23. September 1999 | 26. September 1999 |
| Jamaikanische Badmintonmeisterschaft 1999        | Kingston            | 1. Oktober 1999    | 4. Oktober 1999    |
| German Open 1999                                 | Duisburg            | 7. Oktober 1999    | 10. Oktober 1999   |
| Brazil International 1999                        | São Paulo           | 9. Oktober 1999    | 12. Oktober 1999   |
| Denmark Open 1999                                | Vejle               | 13. Oktober 1999   | 17. Oktober 1999   |
| Hungarian International 1999                     | Budapest            | 28. Oktober 1999   | 31. Oktober 1999   |
| World Badminton Grand Prix Finale 1999           | Bandar Seri Begawan | 1. Dezember 1999   | 5. Dezember 1999   |